# Edna Payne
Edna Payne (5 de diciembre de 1891 – 31 de enero de 1953) fue una actriz cinematográfica estadounidense, activa en la época del cine mudo.

## Biografía
Nacida en la ciudad de Nueva York, sus padres eran actores teatrales. Siendo niña, Payne ya actuaba en el género del vodevil en espectáculos junto a sus padres, y en 1911 debutó en el cine con Higgenses Versus Judsons. Ella hizo primeros papeles dramáticos, y posteriormente actuó en unos pocos westerns, entre ellos The Girl Stage Driver (1914). Fue dirigida en varios filmes por Harry Solter, un cineasta que trabajaba para Lubin Manufacturing Company. Aunque su carrera se desarrolló únicamente durante los años 1910, a lo largo de la misma Payne actuó en un total de 67 producciones, a menudo como protagonista, aunque con el paso del tiempo hubo de actuar para pequeñas productoras en cintas de bajo presupuesto. 
La actriz dejó definitivamente la pantalla en 1917, tras casarse con el actor Jack Rollens, del cual se divorció en 1925.
Edna Payne falleció en Los Ángeles, California, en 1953, a los 61 años de edad, a causa de una enfermedad hepática. Fue enterrada en el Cementerio Hollywood Forever, en Hollywood.

## Filmografía
- The Indian's Sacrifice (1911)
- Higgenses Versus Judsons, de Harry Solter (1911)
- During Cherry Time, de Harry Solter (1911)
- The Story of Rosie's Rose, de Harry Solter (1911)
- A Mexican Courtship, de Wilbert Melville (1912)
- The Revolutionist (1912)
- A Romance of the Border (1912)
- The Halfbreed's Treachery (1912)
- A Western Courtship, de Romaine Fielding (1912)
- The Ranger's Reward (1912)
- The Renegades (1912)
- A Girl's Bravery (1912)
- The Moonshiner's Daughter (1912)
- Gentleman Joe, de George Nichols (1912)
- Juan and Juanita (1912)
- The Water Rats, de Oscar Eagle (1912)
- The Silent Signal (1912)
- Kitty and the Bandits (1912)
- The Bravery of Dora (1912)
- The Mexican Spy (1913)
- Private Smith (1913)
- The Price of Jealousy, de Wilbert Melville (1913)
- Down on the Rio Grande (1913)
- The Higher Duty (1913)
- The Engraver, de Francis J. Grandon (1913)
- The Other Woman (1913)
- The Heart of Carita, de Webster Cullison (1914)
- Into the Foothills, de Webster Cullison (1914)
- The Caballero's Way, de Webster Cullison (1914)
- Whom God Hath Joined, de Webster Cullison (1914)
- The Stirrup Brother; or, The Higher Abdication, de Webster Cullison (1914)
- The Blunderer's Mark, de Webster Cullison (1914)
- Dead Men's Tales, de Webster Cullison (1914)
- The Renunciation, de Webster Cullison (1914)
- The Price Paid, de Webster Cullison (1914)
- Bransford in Arcadia; or, The Little Eohippus, de Webster Cullison (1914)
- The Jackpot Club, de Webster Cullison (1914)
- The Aztec Treasure, de Webster Cullison (1914)
- Fate's Finger (1914)
- The Line Rider, de Webster Cullison (1914)
- The Squatter, de Webster Cullison (1914)
- The Mystery of Grayson Hall
- The Return, de Webster Cullison (1914)
- At the Crucial Moment, de Webster Cullison (1914)
- The Ghost of the Mine (1914)
- The Girl Stage Driver, de Webster Cullison (1914)
- The Jewel of Allah (1914)
- Within an Inch of His Life, de Webster Cullison (1914)
- The Lone Game, de Webster Cullison (1915)
- The Thief and the Chief, de Webster Cullison (1915)
- Lure of the West, de Webster Cullison (1915)
- The Oath of Smoky Joe, de Webster Cullison (1915)
- Saved by Telephone, de Webster Cullison (1915)
- The Long Shift, de Webster Cullison (1915)
- Shadows of the Harbor, de Webster Cullison (1915)
- Avarice (1915)
- The Little Band of Gold, de Webster Cullison (1915)
- Man and the Outlaw, de Frank Beal (1915)
- Brand Blotters, de Webster Cullison (1915)
- The Sheriff of Red Rock Gulch, de Murdock MacQuarrie (1915)
- The Fool's Heart (1915)
- The $50,000 Jewel Theft, de Murdock MacQuarrie (1915)
- The Flag of Fortune, de Murdock MacQuarrie (1915)
- The Trap That Failed, de Murdock MacQuarrie (1915)
- The Sacrifice of Jonathan Gray, de Murdock MacQuarrie (1915)
- Colonel Steel, Master Gambler, de Murdock MacQuarrie (1915)
- Babbling Tongues, de Murdock MacQuarrie (1915)
- The Dawn Road, de Joseph Franz (1916)
- The Fatal Introduction, de Murdock MacQuarrie (1916)
- John Osborne's Triumph, de Murdock MacQuarrie (1917)